# Laurex
Bruno Incarnato, conosciuto con gli pseudonimi Bruno Laurenti e  Laurex (Napoli, 17 settembre 1953), è un compositore e cantante italiano.

## Biografia
Cresciuto nel quartiere di Ponticelli, diplomato in elettronica,  prosegue gli studi all'università Federico II di Napoli, facoltà di Sociologia,  ma non eserciterà mai questa professione, puntando invece sempre più decisamente sulla musica studiando piano e composizione e a comporre le prime canzoni. Si esibisce in prestigiosi locali di Napoli, Capri, Roma e altre città, non solo in Italia, ma per un lungo periodo anche in Germania.
La prima breve esperienza discografica è in alcuni arrangiamenti di due vecchie canzoni Napoletane, Silenzio Cantatore e Luna Rossa, incise con il gruppo Salsa Piccante; molto apprezzate e ascoltate in tutta Italia attraverso le radio nazionali e libere.
L'esperienza musicale continua con la Polydor, che gli offre un contratto discografico.
Passato alla CBS, nel 1983 partecipa al Festivalbar con Giulietta e Romeo, a cui fanno seguito altre incisioni.
Continua comunque prevalentemente come compositore con lo pseudonimo Laurex.
Nel 1989 partecipa al Festival di Sanremo con Non finisce così cantata da Riccardo Fogli; torna poi l'anno successivo con Ma quale amore, nuovamente interpretata da Riccardo Fogli, nel 1992 con Cosa farà Dio di me, cantata da Tosca (cantante per cui compone tutte le canzoni dell'album omonimo), nel 1995 con Che sarà di me, interpretata da Massimo Di Cataldo e nel 1996 con Se adesso te ne vai, cantata ancora da Massimo Di Cataldo. Con quest'ultimo collabora nella composizione di diversi brani negli album Siamo nati liberi, Anime e Crescendo.
Collabora inoltre con Lucio Dalla, con cui scrive alcune canzoni incise dal cantautore bolognese, con Ron e con Alex Baroni.
Dopo alcuni anni di pausa ritorna a Sanremo nel 2001 con L'eterno movimento, interpretata da Anna Oxa.
Nel 2002 scrive per Gianni Morandi L'amore ci cambia la vita, canzone che dà il titolo all'album del cantante di Monghidoro pubblicato nello stesso anno.
Nel 2008 collabora con la cantautrice Chiara Grilli, con cui scrive Innamorata di chi.

## Le principali canzoni scritte da Laurex
| Anno | Titolo                       | Autori del testo                          | Autori della musica              | Interpreti ed incisioni |
| ---- | ---------------------------- | ----------------------------------------- | -------------------------------- | ----------------------- |
| 1985 | Addio amor                   | Guido Morra                               | Laurex e Popi                    | Viola Valentino         |
| 1985 | Vai col tango                | Guido Morra                               | Laurex e Popi                    | Viola Valentino         |
| 1985 | Ripensando                   | Guido Morra                               | Laurex, Popi e Maurizio Fabrizio | Viola Valentino         |
| 1986 | Il posto della luna          | Guido Morra                               | Laurex                           | Viola Valentino         |
| 1989 | Non finisce così             | Franca Evangelisti e Marco Patrignani     | Laurex                           | Riccardo Fogli          |
| 1990 | Ma quale amore               | Andrea Aldo De Angelis e Luigi Lopez      | Laurex                           | Riccardo Fogli          |
| 1992 | Cosa farà Dio di me          | Andrea Aldo De Angelis                    | Laurex                           | Tosca                   |
| 1992 | Dove c'è amore               | Vincenzo Incenzo                          | Laurex                           | Tosca                   |
| 1992 | Fiore marea luna o bugia     | Vincenzo Incenzo                          | Laurex                           | Tosca                   |
| 1992 | Allegro non troppo           | Andrea Aldo De Angelis e Vincenzo Incenzo | Laurex                           | Tosca                   |
| 1992 | Come passano                 | Andrea Aldo De Angelis                    | Laurex                           | Tosca                   |
| 1992 | Sevillana                    | Andrea Aldo De Angelis                    | Laurex                           | Tosca                   |
| 1992 | Tosca dove vai               | Andrea Aldo De Angelis e Vincenzo Incenzo | Laurex                           | Tosca                   |
| 1992 | Fammi innamorare             | Andrea Aldo De Angelis e Vincenzo Incenzo | Laurex                           | Tosca                   |
| 1992 | Un uomo silenzioso           | Andrea Aldo De Angelis                    | Laurex                           | Tosca                   |
| 1993 | Rispondimi                   | Lucio Dalla e Vincenzo Incenzo            | Laurex                           | Lucio Dalla             |
| 1994 | Sono uguale a te             | Ron                                       | Laurex                           | Ron                     |
| 1995 | Che sarà di me               | Massimo Di Cataldo e Vincenzo Incenzo     | Laurex                           | Massimo Di Cataldo      |
| 1996 | Domani                       | Lucio Dalla                               | Laurex                           | Lucio Dalla             |
| 1996 | Se adesso te ne vai          | Massimo Di Cataldo                        | Laurex                           | Massimo Di Cataldo      |
| 2001 | L'eterno movimento           | Giuseppe Fulcheri                         | Laurex                           | Anna Oxa                |
| 2001 | L'immenso e il suo contrario | Guido Morra                               | Laurex                           | Anna Oxa                |
| 2002 | La distanza di un amore      | Alex Baroni                               | Laurex                           | Alex Baroni             |
| 2002 | L'amore ci cambia la vita    | Raffaello Di Pietro                       | Laurex                           | Gianni Morandi          |
| 2008 | Innamorata di chi            | Chiara Grilli                             | Laurex                           | Chiara Grilli           |

## Discografia

### 45 giri
- 1978: Voglio voglio e non vorrei/Lei lei (Polydor, 2060 183)
- 1979: Te ne vai/In qualche fragile modo (Polydor), 2060 209)
- 1983: Giulietta e Romeo/Occhi alla luna (CBS, 3172)